# Coptia
Coptia is een geslacht van kevers uit de familie van de loopkevers (Carabidae). De wetenschappelijke naam van het geslacht is voor het eerst geldig gepubliceerd in 1835 door Brulle.

## Soorten
Het geslacht Coptia omvat de volgende soorten:
- Coptia armata (Castelnau, 1832)
- Coptia effeminata Darlington, 1934
- Coptia marginicollis Chaudoir, 1879
- Coptia sauricollis Darlington, 1934